# العلاقات الإسبانية التونسية
العلاقات الإسبانية التونسية هي العلاقات الثنائية التي تجمع بين إسبانيا وتونس.

## مقارنة بين البلدين
هذه مقارنة عامة ومرجعية للدولتين:
| وجه المقارنة                                              | إسبانيا                                                                             | تونس                                       |
| --------------------------------------------------------- | ----------------------------------------------------------------------------------- | ------------------------------------------ |
| المساحة (كم2)                                             | 505.99 ألف                                                                          | 163.61 ألف                                 |
| عدد السكان (نسمة)                                         | 46.73 مليون                                                                         | 11.53 مليون                                |
| الكثافة السكانية (ن./كم²)                                 | 92.35                                                                               | 70.47                                      |
| العاصمة                                                   | مدريد                                                                               | تونس                                       |
| اللغة الرسمية                                             | اللغة الإسبانية، اللغة الغاليسية، لغة بشكنشية، اللغة الكتالونية، اللغة الأوكسيتانية | اللغة العربية                              |
| العملة                                                    | يورو، بيزيتا إسبانية                                                                | دينار تونسي                                |
| الناتج المحلي الإجمالي (بليون دولار)                      | 1.31 تريليون                                                                        | 40.26 مليار                                |
| الناتج المحلي الإجمالي (تعادل القوة الشرائية) بليون دولار | 1.77 تريليون                                                                        | 129.05 مليار                               |
| الناتج المحلي الإجمالي الاسمي للفرد دولار أمريكي          | 28.16 ألف                                                                           | 3.87 ألف                                   |
| الناتج المحلي الإجمالي للفرد دولار أمريكي                 | 38.00 ألف                                                                           | 11.44 ألف                                  |
| مؤشر التنمية البشرية                                      | 0.876                                                                               | 0.721                                      |
| رمز المكالمات الدولي                                      | +34                                                                                 | +216                                       |
| رمز الإنترنت                                              | .es                                                                                 | .tn                                        |
| المنطقة الزمنية                                           | ت ع م+01:00، ت ع م+02:00                                                            | ت ع م+01:00، توقيت وسط أوروبا، ت ع م+02:00 |

## مدن متوأمة
في ما يلي قائمة باتفاقيات التوأمة بين مدن إسبانية وتونسية:
- ترتبط ميورقة مع قفصة باتفاقية توأمة.
- ترتبط مربلة مع نابل باتفاقية توأمة منذ 6 ديسمبر 1990.
- ترتبط كارتاخينا مع قرطاج باتفاقية توأمة منذ 2000.[25][26][27][28]

## منظمات دولية مشتركة
يشترك البلدان في عضوية مجموعة من المنظمات الدولية، منها:
| علم المنظمة | اسم المنظمة                               | تاريخ انضمام إسبانيا | تاريخ انضمام تونس |
| ----------- | ----------------------------------------- | -------------------- | ----------------- |
|             | يونسكو                                    | 30 يناير 1953        | 8 نوفمبر 1956     |
|             | الفريق المعني برصد الأرض                  | ?                    | ?                 |
|             | مؤسسة التمويل الدولية                     | 24 مارس 1960         | 25 يوليو 1962     |
|             | المركز الدولي لتسوية المنازعات الاستشارية | 17 سبتمبر 1994       | 14 أكتوبر 1966    |
|             | منظمة حظر الأسلحة الكيميائية              | ?                    | ?                 |
|             | مؤسسة التنمية الدولية                     | 18 أكتوبر 1960       | 30 ديسمبر 1960    |
|             | منظمة التجارة العالمية                    | ?                    | ?                 |
|             | وكالة ضمان الاستثمار متعدد الأطراف        | 29 أبريل 1988        | 7 يونيو 1988      |
|             | الاتحاد الدولي للاتصالات                  | 1866                 | 14 ديسمبر 1956    |
|             | منظمة الشرطة الجنائية الدولية             | ?                    | ?                 |
|             | الاتحاد البريدي العالمي                   | ?                    | ?                 |
|             | الأمم المتحدة                             | 14 ديسمبر 1955       | 12 نوفمبر 1956    |
|             | البنك الدولي للإنشاء والتعمير             | 15 سبتمبر 1958       | 14 أبريل 1958     |
|             | المنظمة الهيدروغرافية الدولية             | ?                    | ?                 |
|             | البنك الإفريقي للتنمية                    | ?                    | ?                 |

## أعلام
هذه قائمة لبعض الشخصيات التي تربطها علاقات بالبلدين:
- الحبيب مبارك (سياسي من تونس، 7 أغسطس 1951 – )
- الطاهر بلخوجة (سياسي من تونس، 9 يونيو 1931 – )
- حسان بلخوجة (سياسي تونسي، 10 مارس 1916 – 29 نوفمبر 1981)
- منجي الكعلي (سياسي ومحامي تونسي، 15 مارس 1930 – 14 يونيو 2018)
- هبة عبوك (ممثلة إسبانية، 30 أكتوبر 1986[35] – )

## وصلات خارجية
- موقع وزارة الخارجية الإسبانية
- موقع وزارة الخارجية التونسية